# Sporophila bouvreuil
Sporophila bouvreuil е вид птица от семейство Тангарови (Thraupidae).

## Разпространение
Видът е разпространен в Аржентина, Бразилия, Парагвай, Суринам и Уругвай.